# 최성환 (의사)
최성환(1964년 ~ )는 대한민국의 정신과 전문의로, 재단법인 한국산업보건환경연구소 부설 해상병원 진료원장으로 활동하고 있으며, 2017년《지도자의 자격》으로 데뷔하며 작가로도 활동중이다.

## 학력
- 서울 대성고등학교
- 경희대학교 의과대학교
- 경희대학교 의과대학교 석사
- 경북대학교 의과대학교 박사

## 경력
- 경희대학교 의과대학교 외래교수
- 최성환 편한마음 의원 원장
- 인천우리병원 진료부장
- 재단법인 한국산업보건환경연구소 부설 해상병원 진료원장
- Who's Who in the World 인물사전 등재 (2016, 2017)

## 저서
- 《지도자의 자격 (Leadership Certified)》. 앤길. 2017년.

ISBN 9791195872251
- 《신노예 (Doulos Nels)》. 앤길. 2018년.

ISBN 9791195872282
- 《우리 눈으로 본 제국주의 역사 (The Fragile Era)》. 인간사랑. 2019년.

ISBN 9788974188214
- 《용의 전쟁 (The Dragon War)》. 앤길. 2019년.

ISBN 9791195872299
- 《선동의 기술 The Art of Propaganda)》. 인간사랑. 2019년.

ISBN 9788974188252

## 칼럼 및 뉴스
- "그림으로 알아보는 심리테스트"[깨진 링크(과거 내용 찾기)]. 하이닥, 포스트. 2015년 9월 8일.
- "대선후보 정신검증이 필요한 이유". 네이버 뉴스, 아시아경제. 2017년 3월 24일.
- "자살을 생각하는 당신에게"[깨진 링크(과거 내용 찾기)]. 하이닥, 뉴스 칼럼. 2017년 11월 20일.
- "故 종현 발인에 부쳐 - 어느 정신과 의사의 변명". 하이닥. 2017년 12월 20일.
- "종현 발인, 우울증 자살 이대로는 안 된다". 업다운 뉴스. 2017년 12월 21일.
- 신간 지도자의 자격[깨진 링크(과거 내용 찾기)]
- 뉴스, 이데일리, 200자 책꽂이, 신노예 외
- 뉴스, 중도일보, 출판, 우리 눈으로 본 제국주의 역사
- 뉴스, 주간일보, 책 읽기 만보, 모든 것에 반대한다 外
- 뉴스, 아시아 경제, 신간안내. 2019년 6월 23일.
- "용은 사탄인가 우리의 수호신인가?". 뉴스, 새전북신문. 2019년 7월 4일.
- 뉴스, 의협신문, 신간 선동의 기술. 2019년 9월 24일.
- 네이버 뉴스, 연합뉴스. 2019년 9월 26일.
- "일상적인 선동선전이 위험한 이유". 네이버 뉴스, 주간동안 인터뷰. 2019년 10월 21일.
- "세월호 넌더리와 독도헬기 구조대원 헛된 죽음". 더 자유일보, 뉴스. 2019년 11월 12일.
- 뉴스, 신동아. 2019년 12월 11일.